# Wallace (Indiana)
Wallace – miasto w Stanach Zjednoczonych, w stanie Indiana, w hrabstwie Fountain.